# Чемпионат мира по снукеру 1933
Чемпионат мира по снукеру 1933 (англ. 1933 World Snooker Championship) — главный турнир в мире снукера, проводившийся в Бильярдном Центре Джо Дэвиса в Честерфилде, Англия. Предыдущий победитель турнира, Джо Дэвис, начинал защищать титул в полуфинале и в итоге стал чемпионом в седьмой раз подряд. В финале он обыграл Вилли Смита со счётом 25:18.

## Результаты

### Первый раунд
Матч из 25 фреймов
 Уолтер Дональдсон 13:11 Вилли Ли 

### Полуфиналы
Матчи из 25 фреймов
 Джо Дэвис 13:1 Уолтер Дональдсон 
 Вилли Смит 16:9 Том Деннис 

### Финал
Матч из 49 фреймов
 Джо Дэвис 25:18 Вилли Смит 